# Charles Bouaissier
Charles Bouaissier est un homme politique français né à Dol-de-Bretagne (Ille-et-Vilaine), à une date inconnue.

## Biographie
Son père était en 1789 avocat au Parlement de Rennes, en 1790 echevin de Rennes, et pendant la Terreur, juge, président du tribunal criminel d'Ille-et-Vilaine.  
Bouaissier fils est inspecteur de la loterie nationale. Il est élu député d'Ille-et-Vilaine au Conseil des Cinq-Cents le 23 germinal an VI. 
Il est dans le Conseil des Cinq-Cents rapporteur d'une commission sur le Département du Sud (Saint-Domingue) : Rapport fait par Bouaissier, sur les opérations de l'Assemblée électorale du département de Saint-Domingue. Séance du deuxième jour complémentaire an 7 (18 Sept. 1799) [lire en ligne]. 

## Sources
- « Charles Bouaissier », dans Adolphe Robert et Gaston Cougny, Dictionnaire des parlementaires français, Edgar Bourloton, 1889-1891 [détail de l’édition]